# Brendel/Adelheide
Brendel/Adelheide ist ein Stadtteil der kreisfreien Stadt Delmenhorst im Oldenburger Land in Niedersachsen. Im Jahr 2010 hatte der Ort 5.415 Einwohner.

## Geografie und Verkehrsanbindung

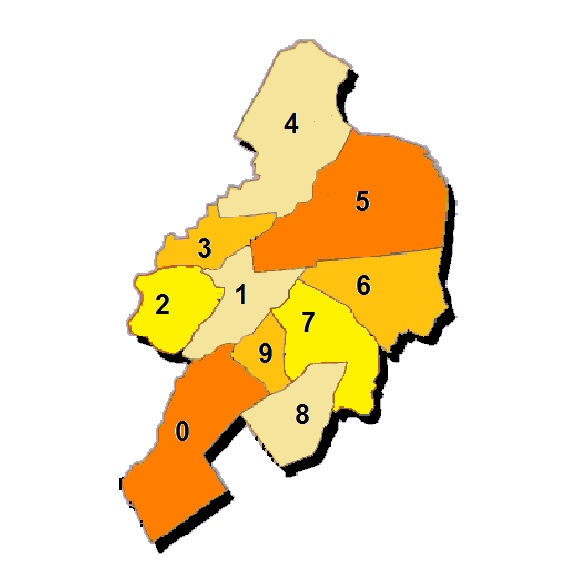
Stadtteile Delmenhorsts; 0 = Brendel/Adelheide

Der Stadtteil, an dessen nördlichem Rand die A 28 mit der Autobahnabfahrt Delmenhorst-Adelheide verläuft, erstreckt sich im südwestlichen Teil des Stadtgebietes.

## Infrastruktur
- Kindertagesstätten: St. Christophorus und Moorkampstraße 30
- Grundschulen: Astrid-Lindgren-Schule, Am Grünen Kamp, Knister-Grundschule – Standort Adelheide, Overbergschule (katholisch)
- Kath. Kirche St. Christophorus von 1952
- Delmetal-Kaserne, Abernettistraße

## Persönlichkeiten
- Hinrich Mählenhoff (1886–1971), Politiker, Landtagsabgeordneter